# Lords of Time
Lords of Time är ett textbaserat äventyrsspel som lanserades av spelföretaget Level 9 Computing 1983.
Spelet går ut på att man som äventyrare ska förflytta sig i nio olika tidsåldrar och leta efter en artefakt i var tidsålder. Bland sabeltandade tigrar och dinosaurier, och förhistoriska miljöer, genom antiken och medeltiden och vidare leder äventyret. Till slut ska man använda artefakterna till att besegra "the Timelords" och rädda tiden själv.